# Michael N. Murphy
Michael N. Murphy (* 19. Januar 1919 in Cork; † 28. März 2009) war ein irischer Wirtschaftsprüfer und Präsident des Europäischen Rechnungshofs (EuRH).

## Leben
Murphy versah ab 1937 Tätigkeiten im öffentlichen Dienst. 1946 wechselte er ins irische Finanzministerium und stieg dort bis zum Second Secretary auf mit der Leitung der Abteilung für öffentliche Ausgaben, zuständig für alle mit den öffentlichen Ausgaben zusammenhängenden Fragen. Anschließend wurde er Staatssekretär im Finanzministerium und später Direktor der irischen Zentralbank. Vom 18. Oktober 1977 bis 17. Mai 1986 war er Mitglied des Europäischen Rechnungshofs. Als erster gewählter Präsident leitete er nach seiner Wahl am 9. November 1977 den Rechnungshof von 1977 bis 1981.

## Weitere Aufgaben (Auswahl)
- stellvertretender Gouverneur der Internationalen Bank für Wiederaufbau und Entwicklung
- Mitglied der Gruppe zur Koordinierung der kurzfristigen Wirtschafts- und Finanzpolitik der Europäischen Wirtschaftsgemeinschaft
- Mitglied des National Economic and Social Councils